# Весна Голдсворти
Весна Голдсворти (рођена Бјелогрлић; Београд, 1961) српска је књижевница и универзитетска професорка. Она је романописац, мемоариста, песникиња и дугогодишњи професор креативног писања и енглеске књижевности на Универзитетима Кингстон, Ексетер и Источна Англија.
Пише на енглеском језику, а њене књиге су преведене на двадесетак светских језика.

## Биографија
Весна Голдсворти је рођена у Београду 1961. године. Завршила је студије југословенске и опште књижевности на Филолошком факултету у Београду 1985. године. Прве стихове и прве научне радове објавила је на српском језику. Током студија писала је књижевну критику и била главни уредник часописа Знак.
У Лондону живи од своје двадесет и четврте године. Магистрирала је Модерну енглеску књижевност 1992. а докторирала 1996. године на Универзитету у Лондону, као стипендиста Британске академије.
Радни век је започела у издаваштву 1986. године, радећи као уредник за академске издавачке куће Чадвик-Хили Лтд (Chadwyck-Healey Ltd) и Едишнс Алекто (Editions Alecto), а затим је, 1990. године, прешла на радио. Десет година радила је као продуцент и водитељ на  Би-Би-Си радију. Постала је редовни професор енглеске књижевности и креативног писање 2000. године.
Претходно је  предавала на Кингстонском универзитету и на универзитету у Источној Англији, а од 2017. године на Универзитету у Ексетеру. Предавач је по позиву и на америчким универзитетима Сент Лоренц у Њујорку и Бакнел у Пенсилванији.
Написала је неколико књига различитих жанрова, и све су преведене на више светских језика.
Књижевна студија Измишљање Руританије: Империјализам маште обавезна је лектира на балканистичким одсецима светских универзитета. Једна је од најзначајнијих анализа представа о Балкану у британској култури. Преведена је на бугарски, грчки, српски и румунски. О књизи је написано преко 300 критика.
Чернобиљске јагоде је књига мемоарске прозе о одрастању у Југославији и првим корацима у поезији. Серијализована у лондонском Тајмсу, а 1990. године је доспела на листе бестселера широм Европе, доживевши четрнаест издања само на немачком језику.
Солунски анђео је њена прва књига поезије, писана истовремено и на српском и на енглеском језику. Енглеска верзија је добила Међународну награду Роберт Крошоу и нашла се у Тајмсовом избору најбољих књига поезије за 2011. годину. Нобеловац Џон Куци поздравио је као „добродошли нови глас у енглеској поезији”.
Њен први роман, Горски, у којем је осавременила причу о Великом Гетсбију, објављен је 2015. године. Изворно написан на енглеском језику, преведен је на са бугарски, холандски, италијански, каталонски, немачки, српски и шведски језик, а имао је и двонедељне серијализацију на Би-Би-Сију.
Господин Ка, њен други роман, представља наставак приче о Ани Карењиној. Објављен је 2017. године.

## Награде
Књига поезије Солунски анђео, добила је награду Међународну награду Роберт Крошоу  2011. године, а Тајмс је уврстио међу најбоље збирке поезије те године. Добитница је Награде Момо Капор 2022. године за роман „Гвоздена завеса”.

## Рад на Би-Би-Сију
Весна Голдсворти је радила на Би-Би-Си радију као сценариста, продуцент и водитељ. На Радију 4 је 2010. године, представила програм „Како пронаћи глас на страном језику”, у коме је британској публици представила српску музику и поезију. Међу њеним емисијама је и „Размишљање дозвољено” у коме је слушаоце повела у шетњу лондонским предграђима. Била је гост у музичком програму Приватне страсти на Радију 3, 2017. године, где гости говоре о себи уз своју омиљену музику.

## Одабрана дела
- Измишљање Руританије: империјализам маште, књижевна студија, 1998.
- Чернобиљске јагоде, мемоари, 2005,
- Солунски анђео, збирка поезије, 2011.
- Горски, роман, 2015.
- Господин Ка, роман, 2017.
- Гвоздена завеса, роман 2022.[14]